# Superfood

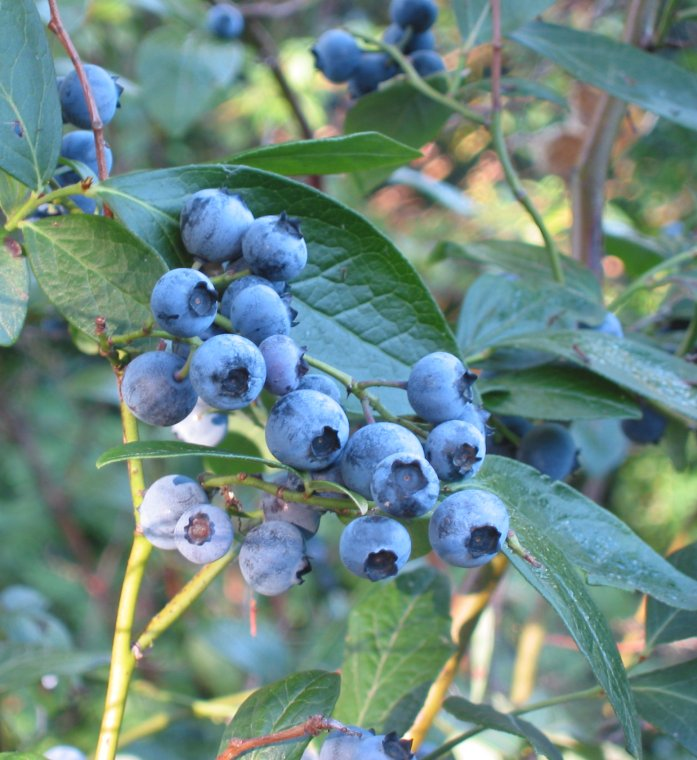
De blauwe bes (Vaccinium corymbosum) wordt vaak als 'superfood' geportretteerd

Superfood of supervoedsel is een marketingterm voor voedingsmiddelen waarvan wordt beweerd dat ze uitzonderlijk goed zijn voor de gezondheid.
Voedingswetenschappers gebruiken de term daarentegen zelden en velen van hen stellen de uitzonderlijke meerwaarde voor de gezondheid van zogenaamd 'superfood' ter discussie. Catherine Collins, de hoofddiëtiste van het St-Georgeziekenhuis in Londen, stelt bijvoorbeeld dat de term 'superfood' in het beste geval betekenisloos is en in het slechtste geval schadelijk: "Er zijn zoveel foute ideeën over superfood dat ik niet goed weet waar ik het eerst moet beginnen om het hele concept te ontmantelen".
Autoriteiten als de Amerikaanse Food and Drug Administration, de Europese Autoriteit voor Voedselveiligheid en het Voedingscentrum hanteren de term 'superfood' niet en stellen er geen specifieke eisen aan.

## Voorbeelden
Voorbeelden van voedsel die vaak onder de noemer 'superfood' geschaard worden, zijn quinoa, gojibes, rauwe cacaoboon, lucuma, hennepzaad, tarwegras en blauwe bes.
Van dierproducten wordt escargot, gekookte landslak, behalve als voedsel van de toekomst, vanwege de weinige calorieën en vele eiwitten en mineralen ook als 'superfood' bestempeld.